# كيفن هيوز (سياسي)
كيفن هيوز (بالإنجليزية: Kevin Hughes) هو عامل مناجم ونقابي وسياسي بريطاني، ولد في 15 ديسمبر 1952 بدونكاستر في المملكة المتحدة، وتوفي بنفس المكان في 16 يوليو 2006 بسبب تصلب جانبي ضموري. حزبياً، نشط في حزب العمال. في الانتخابات العامة في المملكة المتحدة 1992 ‏، انتخب عضو البرلمان الحادي والخمسون للمملكة المتحدة عن دائرة دونكاستر الشمالية خلال فترته النيابية ‏ (9 أبريل 1992 – 8 أبريل 1997) وفي الانتخابات العامة في المملكة المتحدة 1997 ‏، انتخب عضو البرلمان الثاني والخمسون للمملكة المتحدة عن دائرة دونكاستر الشمالية وقد انضم خلال فترته النيابية ‏ (1 مايو 1997 – 14 مايو 2001) للكتلة البرلمانية حزب العمال وفي الانتخابات العامة في المملكة المتحدة 2001، انتخب عضو برلمان المملكة المتحدة الـ53 عن دائرة دونكاستر الشمالية وقد انضم خلال فترته النيابية ‏ (7 يونيو 2001 – 11 أبريل 2005) للكتلة البرلمانية حزب العمال.